# Papota
Papota (estilizado en mayúsculas) es el primer EP del dúo argentino Ca7riel y Paco Amoroso. Fue lanzado el 6 de marzo de 2025 bajo el sello discografico 5020 Records.

## Presentación y lanzamiento
El disco fue presentado bajo un cortometraje dirigido por Martín Piroyansky y protagonizado por Ca7riel, Paco Amoroso y Martín Bossi, siendo acompañados por la banda de los artistas. El short film, habla de la recepción que tuvo el dúo posterior a su participación en los Tiny Desk Concerts, mostrándose no merecedores del rotundo éxito que se desencadenó. En el corto se pueden apreciar referencias a los Latin Grammy, ChatGPT, Hashtag, DAB, Timbaland y otras menciones.
El proyecto fue publicado el 6 de marzo de 2025, centrándose en un estilo de urban, con sonidos de jazz, reggae y pop, constando de cuatro sencillos inéditos y cinco que provienen de Baño María pero están reversionados en la sesión musical. El sencillo «#Tetas» fue el protagonista del álbum, en la canción se ironiza el negocio de la música. Además, los nuevos sencillos fueron presentados en los Lollapalooza Argentina, Chile y Brasil.

## Recepción
La recepción del disco fue positiva, todos los vídeos del proyecto se posicionaron en tendencias de YouTube Argentina, encabezando «#Tetas» la segunda posición máxima en esa plataforma y recolectando 160 mil reproducciones el día de su lanzamiento en Spotify.

## Lista de canciones
| Papota |                                                      |          |  |
| N.º    | Título                                               | Duración |  |
| 1.     | «Impostor»                                           | 2:37     |  |
| 2.     | «#TETAS»                                             | 2:29     |  |
| 3.     | «Re forro»                                           | 3:05     |  |
| 4.     | «El día del amigo»                                   | 2:50     |  |
| 5.     | «Dumbai - Live at NPR MUSIC's Tiny Desk»             | 2:41     |  |
| 6.     | «El único - Live at NPR MUSIC's Tiny Desk»           | 3:06     |  |
| 7.     | «Mi deseo/Bad bitch - Live at NPR MUSIC's Tiny Desk» | 4:20     |  |
| 8.     | «Baby Gangsta - Live at NPR MUSIC's Tiny Desk»       | 3:03     |  |
| 9.     | «La que puede puede - Live at NPR MUSIC's Tiny Desk» | 2:40     |  |
| 26:57  |                                                      |          |  |